# Синанишко странично било
Синанишкото странично било е едно от четирите основни странични била в Пирин. Носи името си от личния връх Синаница, макар че е по-нисък от първенеца Георгийца.
Отделя се от главното планинско било при Муратов връх и е дълго около 12 км. Първоначално се простира в югозападна посока, достигайки най-високия си връх Георгийца (2589 м). След него до Синанишката порта променя ориентацията си на юг, преминавайки през един безименен връх. След портата билото тръгва на югозапад до Момин връх (2480 м), а след него на запад до връх Синаница (2516 м). Там то отново поема в югозападно направление, достигайки връх Конски кладенец (2309 м), след което за кратко завива на северозапад до връх Шаралия (2172 м). След него билото продължава на югозапад под името Курткая и постепенно се снишава. От Синанишкото било в различни посоки се отделят няколко къси рида.
При връх Георгийца на северозапад тръгва рид, разделящ долините на реките Георгийска и Синанишка. Между Синанишката порта и Момин връх в южна посока тръгва ридът Юрушки гробища, а от Синаница на северозапад – ридът Разкола. Североизточно от Конски кладенец при безименна кота на юг се отделя безименен рид, ограждащ от запад долината на река Арнаут дере. От самия връх Конски кладенец на югозапад започва късият Влашки рид, а от връх Шаралия на северозапад се простира стръмният Грънчарски рид, разделящ долините на реките Разколска и Шаралийска.
Синанишкото странично било е вододел на Влахинска река от северозапад и началните притоци на Спанополска река (Сърчалийца) от югоизток. То е голо и много стръмно. Северозападните му склонове се спускат към Георгийския и Синанишкия циркус, а югоизточните - към циркуса Голямо Спано поле. Геоложкия строеж на билото е от гранити и мрамори. Почвената покривка е плитка и песъчлива. На места по ниските части на склоновете му расте високопланинска тревна растителност и клек.
По билото минава маркирана туристическа пътека от хижа „Вихрен“ за хижа „Синаница“, а по южните му склонове за хижа „Яне Сандански“.